# Skogskyrkogården
Skogskyrkogården (IPA [ˈskûːɡsɕʏrkʊˌɡoːɖɛn]) è un cimitero di Stoccolma, capitale della Svezia.
Fu progettato nel 1917 e ultimato nel 1940 nel quartiere cittadino Enskede.
Il suo nome in italiano significa Cimitero del bosco.

## Storia
Agli inizi del XX secolo apparve evidente che i cimiteri di Stoccolma non erano più sufficienti.
Il consiglio comunale iniziò a valutare la costruzione di un nuovo cimitero nella parte meridionale della città. Il comitato cimiteriale cittadino premeva per una soluzione rispettosa della natura e alternativa alla tradizione cimiteriale dell'epoca, che prevedeva larghi viali alberati e lapidi monumentali.
L'amministrazione cittadina acquistò presso Enskede un terreno di 85 ettari ricoperto di conifere, consistente in aree sabbiose e ghiaiose che in passato avevano alimentato una cava.

### Il concorso
Il comitato cimiteriale, nel 1914, indisse un concorso internazionale per la progettazione di un nuovo cimitero; le condizioni poste erano che i progetti fossero incentrati sulla topografia e sul bosco, che gli elementi architettonici e artistici si integrassero in maniera armoniosa e la facilità di accesso e di movimento per i visitatori.
Vennero presentati 53 progetti; il concorso fu vinto da due giovani architetti svedesi seguaci del Funzionalismo e del Movimento Moderno, Gunnar Asplund e Sigurd Lewerentz, che presentarono un progetto chiamato "Tallum" incentrato sull'ambiente del bosco nordico.

### Gli edifici

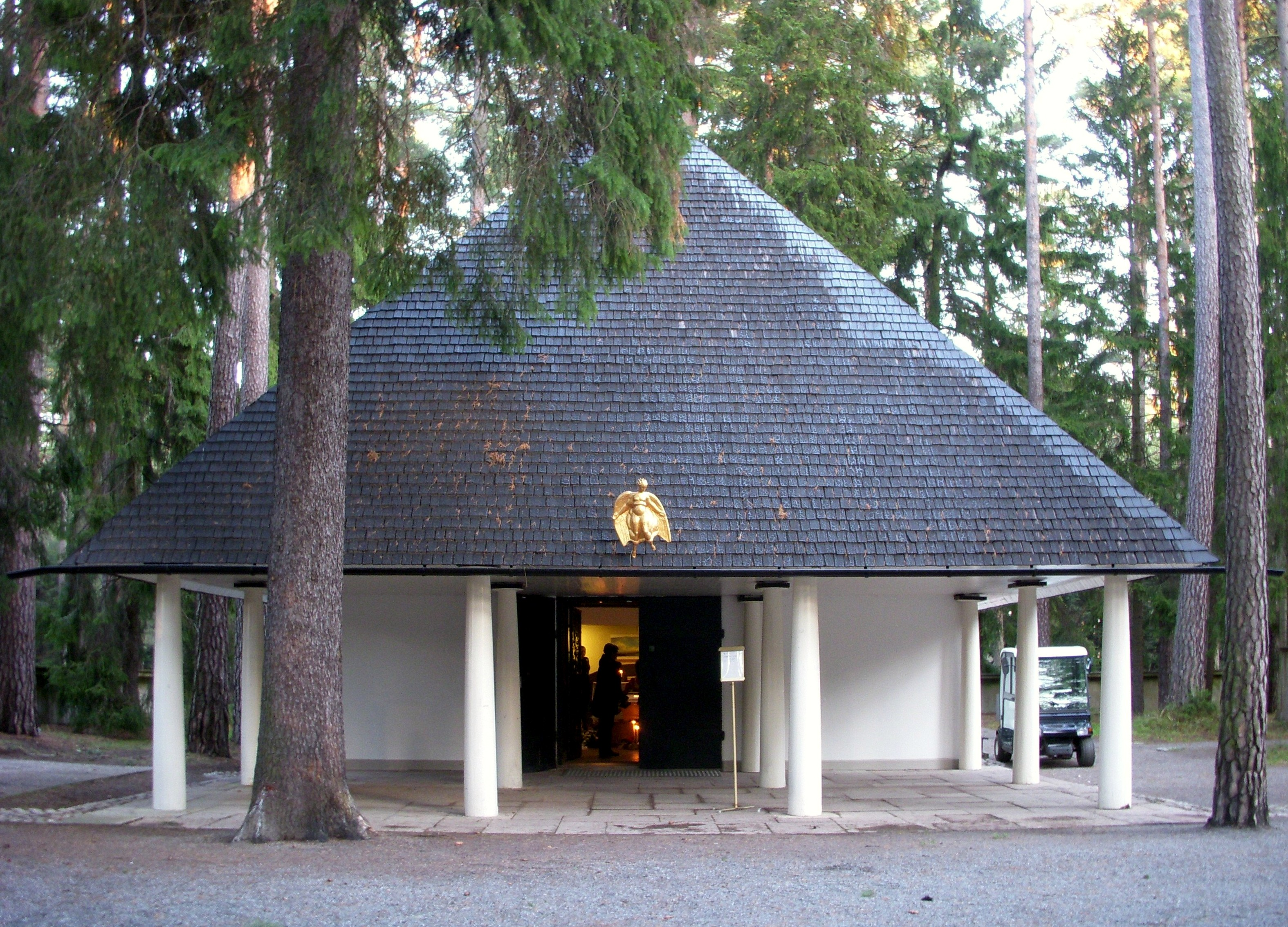
Skogskapellet, la prima cappella inaugurata nel 1920

I lavori iniziarono nel 1917, con l'allestimento dell'area destinata alle sepolture sul pendio ricoperto di pini e la costruzione della Skogskapellet (Cappella nel bosco), la prima cappella progettata da Gunnar Asplund. Il progetto iniziale prevedeva una chiesetta in sasso, ma venne scartato per questioni di costi; un viaggio in Danimarca, nel parco di Liselund, ispirò ad Asplund la progettazione di una semplice cappella in legno in mezzo agli alberi.
L'unica decorazione della cappella è una statua dello scultore Carl Milles chiamata "Angelo della morte". L'inaugurazione della prima parte del cimitero avvenne nel 1920. Dal 1923 al 1924 venne costruito un edificio amministrativo, già previsto nel progetto iniziale; l'edificio è stato ristrutturato nel 1998, ospita attualmente il centro visitatori e in onore del progetto iniziale è stato chiamato Tallumpaviljongen ("Padiglione Tallum").
Poco dopo l'inaugurazione, la Cappella nel bosco si rivelò essere sottodimensionata rispetto alle necessità; a Lewerentz venne commissionata la progettazione di una seconda cappella e nel 1925 venne costruita la Uppståndelsekapellet (Cappella della risurrezione). All'edificio, progettato in stile neoclassico, si accede attraversando un porticato con dodici colonne, mentre l'interno è caratterizzato da mosaici sul pavimento e da una singola finestra laterale. Nel progetto iniziale l'ingresso della cappella era collocato a nord e l'uscita a sud; la proposta fu scartata perché non corrispondente alla tradizione cristiana, che prevede la collocazione dell'altare a est. L'ostinazione di Lewerentz fece sì che, mentre la cappella stessa segue l'asse est-ovest, il portico d'ingresso è rivolto a nord; l'ingresso dei visitatori avviene quindi da nord e l'uscita è verso ovest.
Il crematorio (Skogskrematoriet) è l'ultima costruzione realizzata da Gunnar Asplund e fu inaugurato poco dopo la sua morte, nel 1940. La progettazione del crematorio e delle sue tre cappelle (della Fede, della Speranza e del Crocifisso) venne decisa negli anni '30. Per consentire lo svolgimento di funerali contemporanei le cappelle, edificate con altezze diverse per seguire la morfologia del terreno, sono separate da piccoli giardini e sale di attesa.
Le porte delle cappelle sono decorate con bassorilievi bronzei di Bror Hjorth; nel portico della cappella del Crocifisso si trova una scultura di John Lundqvist dedicata alla Resurrezione; la cappella della speranza è decorata con mosaici di Otte Sköld; gli stucchi della cappella della Fede sono invece opera di Ivar Johnsson.

### L'ambiente e il paesaggio

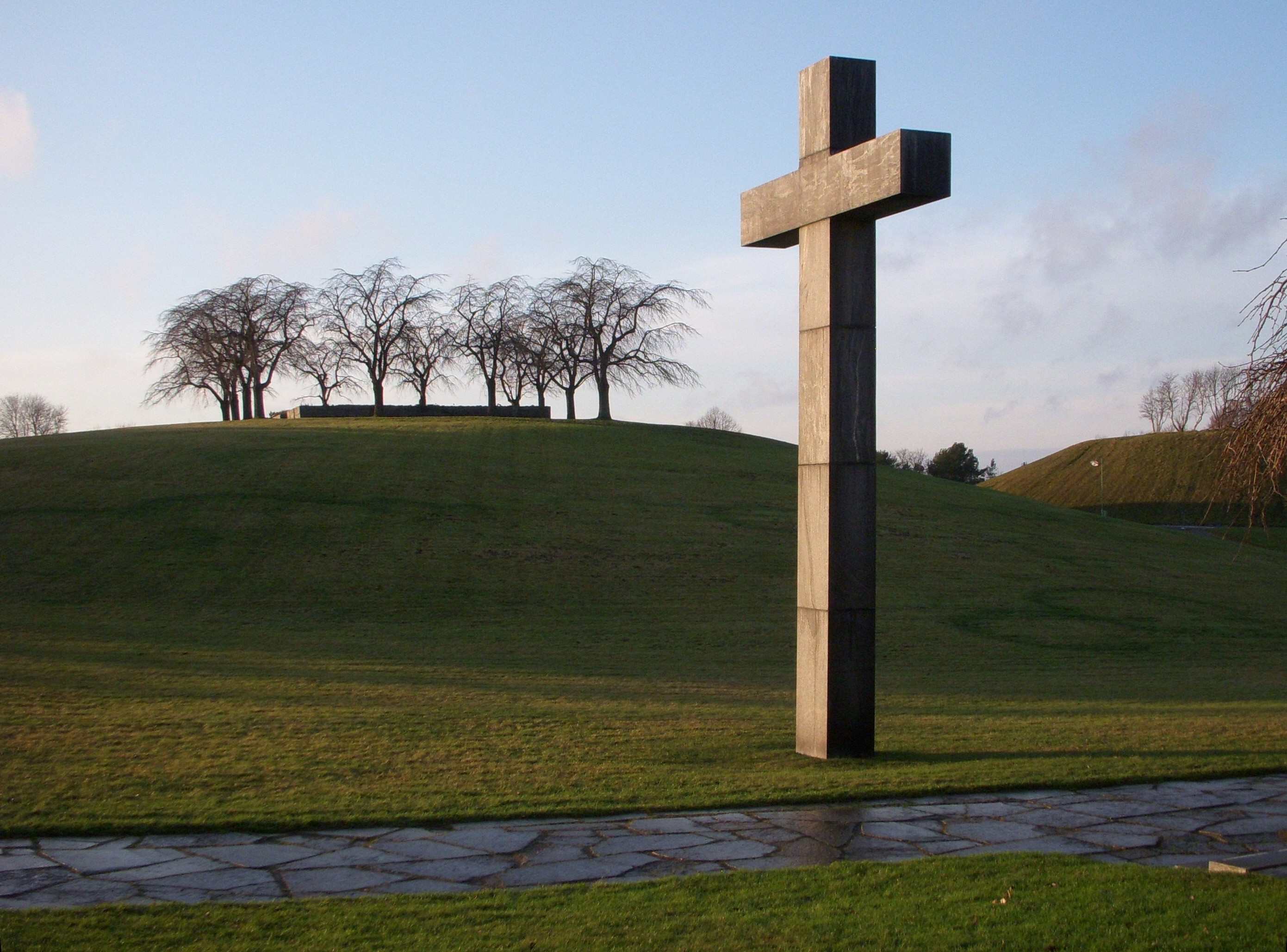
Almhöjden e la croce di granito

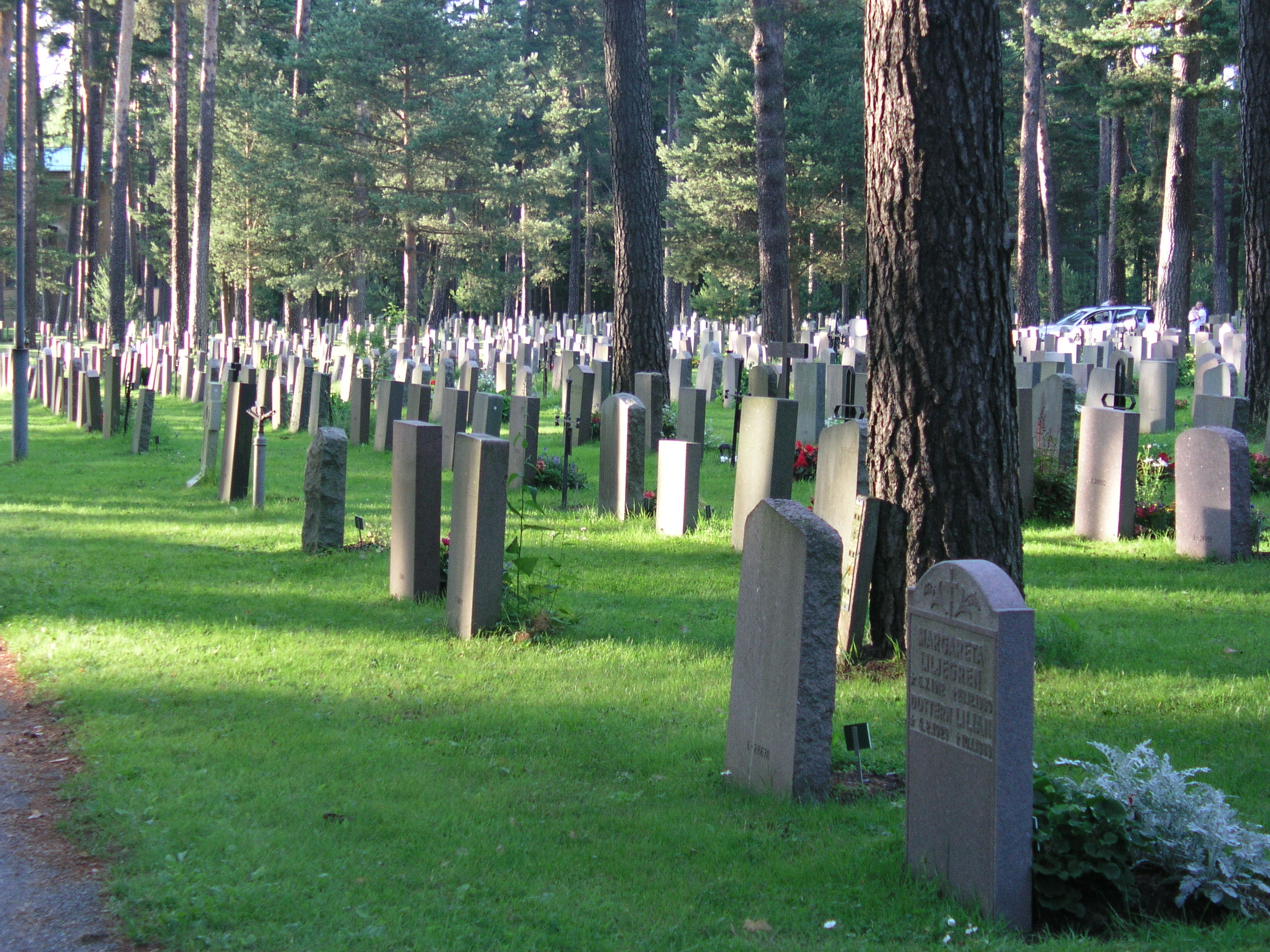
Le tombe nel bosco

Nella progettazione del cimitero, Lewerentz e Asplund posero particolare attenzione ai percorsi che portano ai diversi edifici e ai paesaggi circostanti. I viali d'accesso alle cappelle sono progettati in modo da accompagnare le emozioni dei visitatori verso il rito funebre; gli accessi sono solenni, come ad esempio nel viale alberato che porta alla cappella della Resurrezione, mentre le uscite portano verso ambienti naturali sereni e piacevoli per riconciliare le persone con il proseguimento della vita. Un'ampia scalinata con gradini ad altezza decrescente, progettati per non stancare i visitatori, porta alla collina chiamata Almhöjden; in cima al rilievo, luogo dedicato alla meditazione e al ricordo, c'è un gruppo di tigli. Ai piedi della collina si erge una grande croce di granito donata da un anonimo.
Le tombe non sono visibili all'ingresso nel cimitero; si trovano nell'area boschiva e sono tutte di dimensioni uguali e ridotte, a rappresentare l'eguaglianza di fronte alla morte. Nell'area del cimitero si trovano quasi 10.000 pini, alcuni ultracentenari. Il cimitero ospita inoltre diverse specie animali: vi si aggirano lepri, scoiattoli e volpi. A volte le piante vengono danneggiate da caprioli; tra gli uccelli che nidificano nel bosco vi sono astori e frosoni comuni. Nello stagno del cimitero si trova l'unica popolazione di tritoni crestati nell'area meridionale di Stoccolma.

## Patrimonio dell'UNESCO
Nel 1994 questo sito è stato iscritto dall'UNESCO nell'elenco dei Patrimoni dell'umanità.
Nel padiglione Tallum i visitatori possono vedere una mostra sulla storia del cimitero e sugli architetti che lo hanno concepito.

## Sepolture illustri
Vi sono sepolti, tra gli altri:
- Dead (1969-1991), cantautore

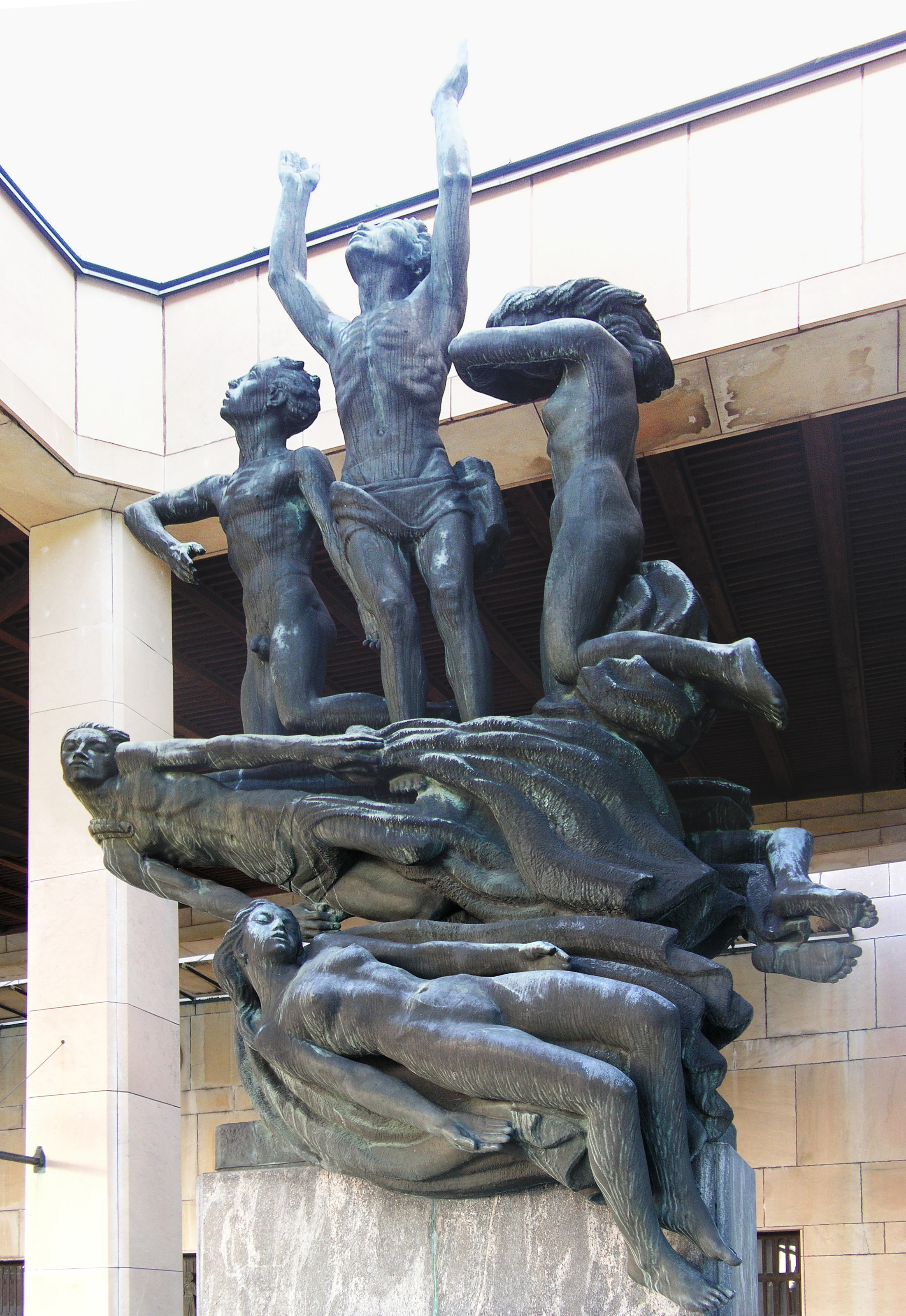
Resurrezione

- Gunnar Asplund (1885-1940), architetto
- Avicii (1989-2018) produttore discografico e disc jockey
- Karin de Laval (1894-1973), traduttrice e agente letteraria
- Greta Garbo (1905-1990), attrice
- Ivar Lo-Johansson (1901-1990), scrittore
- Oscar A.C. Lund (1885-1963), attore e regista di film muto
- Lennart Skoglund (1929-1975), calciatore
- Olle Hellbom (1925-1982), regista e sceneggiatore
- Birgit Cullberg (1908-1999), coreografa
- Lars Gullin (1928-1976), musicista jazz e direttore d'orchestra